# Parafia Chrystusa Króla w Sanoku
Parafia Chrystusa Króla w Sanoku – rzymskokatolicka parafia  z siedzibą w Sanoku, należąca do archidiecezji przemyskiej, w dekanacie Sanok I.
Parafia istnieje w Kościele Chrystusa Króla w Sanoku. Obejmuje swoim zasięgiem dzielnicę Sanoka, Wójtostwo.

## Historia
5 lipca 1980 roku było zaplanowane poświęcenie kaplicy w budynku gospodarczym, ale władze miejskie wcześniej rozebrały budynek. 6 lipca 1980 roku została odprawiona pierwsza msza święta w garażu przy ul. Długiej. 5 sierpnia 1980 roku został otwarty przy ul. Długiej punkt duszpasterski, który objął ksiądz Zbigniew Grabowski. 30 sierpnia 1980 roku zbudowano drewniany kościół, który 23 listopada 1980 roku został poświęcony przez bpa Ignacego Tokarczuka. 
18 sierpnia 1981 roku dekretem bpa Ignacego Tokarczuka została erygowana  parafia pw. Chrystusa Króla, z wydzielonego terytorium parafii farnej i parafii Podwyższenia Krzyża Świętego). Po dwóch latach zbudowano kolejny tymczasowy drewniany kościół, który 21 listopada 1982 roku został poświęcony. 
W 1983 roku rozpoczęto budowę obecnego murowanego kościoła, według projektu mgr inż. arch. Stanisława Wantucha. 25 listopada 1990 roku bp Ignacy Tokarczuk poświęcił nowy kościół. 20 listopada 2004 roku odbyła się konsekracja kościoła, której dokonał abp Józef Michalik.
Na terenie parafii jest 8 000 wiernych
Proboszczowie parafii:
1981–2011. ks. prał. Feliks Kwaśny.
2011–2012. ks. Jan Częczek.
2012–2019. ks. prał. Andrzej Szkoła.
2019–2022. ks. Jacek Michno.
2022– nadal ks. Zbigniew Góra.

## Terytorium parafii
Terytorium parafii obejmuje ulice: Biała Góra, Białogórska, Bliska, Bluszczowa, Cegielniana, Chabrów, Czysta, Edwarda Dembowskiego, ks. Zygmunta Gorazdowskiego, Goslara, Jabłoni, Jana Pawła II, Jaśminowa, Jodłowa, Kamienna, Kiczury, Kwiatowa, Langiewicza,  Liliowa, Maków, Młynarska, Padlewskiego, Romualda Traugutta, Ruciana, Rybickiego,Sadowa, Sąsiedzka, Sierakowskiego, Śliwowa, Wiśniowa, Władysława Szafera, Zgodna, Zygmunta Krasińskiego (numery parzyste). 

## Grupy parafialne
Akcja Katolicka, Liturgiczna Służba Ołtarza, Katolickie Stowarzyszenie Wychowawców, Oaza Młodzieżowa i Dzieci Bożych, Rada Duszpasterska (Parafialna), Róże Różańcowe, Domowy Kościół, Rycerstwo Niepokalanej, Koło Przyjaciół Radia Maryja, Przyjaciele Oblubieńca.

## Statystyki
W 2006 roku udzielono 108 sakramentów chrztu, 128 dzieci przyjęło I Komunię św., 65 par zawarło sakrament małżeństwa, 65 parafian zmarło.
| Zestawienie za rok 2006:        | Razem |
| ------------------------------- | ----- |
| liczba ochrzczonych,            | 108   |
| liczba dzieci do I Komunii Św., | 128   |
| liczba bierzmowanych,           | 145   |
| liczba ślubów,                  | 65    |
| liczba zgonów,                  | 65    |

## Wydarzenia
- Raz w roku, w czasie trwania festiwalu im. Adama Didura, wnętrza świątyni służą jako sala koncertowa.
- 30 października 2010 w Sanoku przy współudziale społeczeństwa oraz zaproszonych gości, m.in. biskupów Józefa Michalika i biskupa lwowskiego Mieczysława Mokrzyckiego, przed kościołem odsłonięto statuę św. Zygmunta Gorazdowskiego.